# Etagenheizung

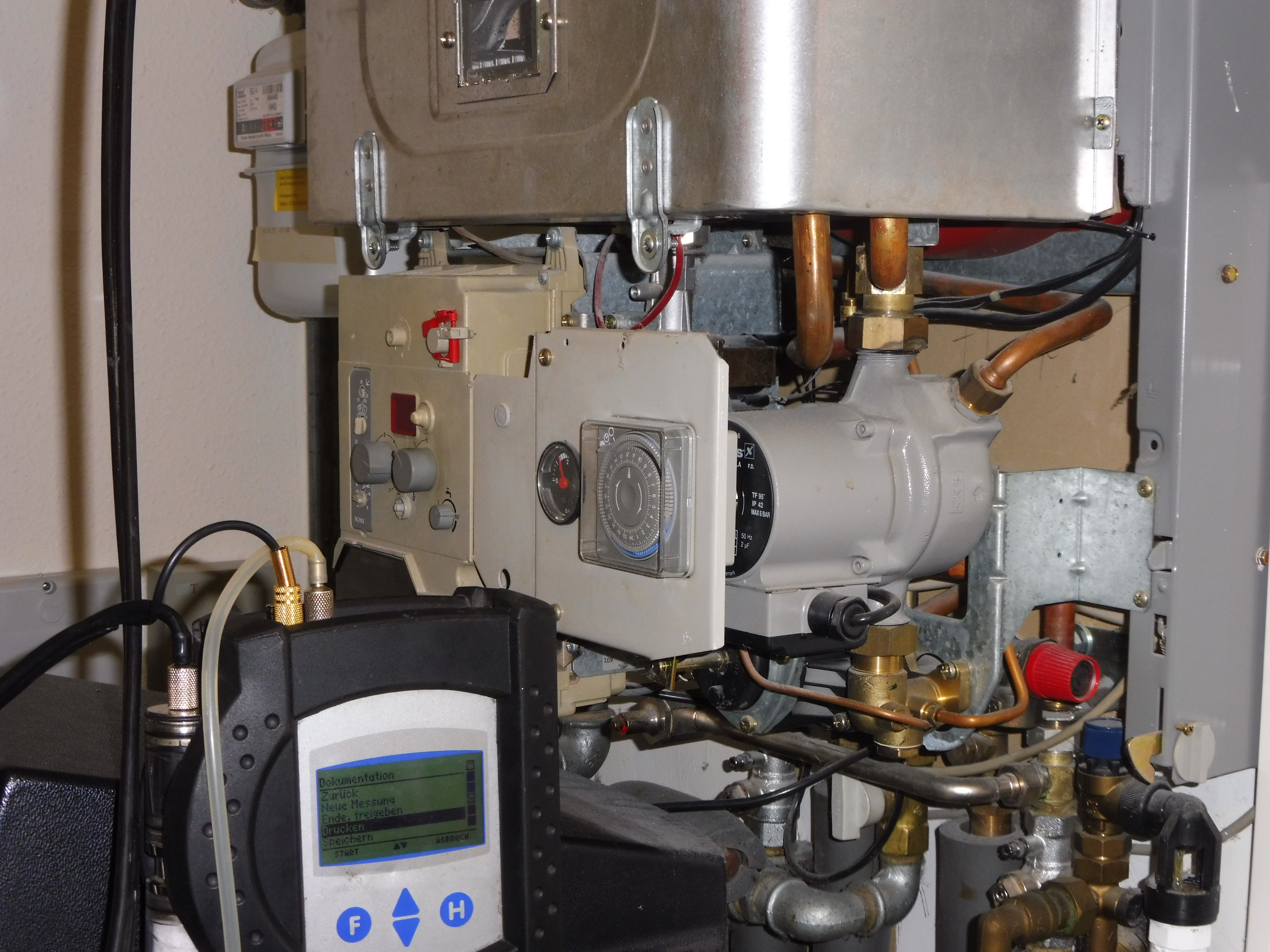
Kontrollmessung einer Haustherme

Eine Etagenheizung ist eine Heizungsanlage für die Heizwärmeerzeugung eines Geschosses bzw. einer Wohneinheit (auch wenn diese auf mehrere Etagen aufgeteilt ist).

## Formen
Aufgrund des geringen Platzbedarfs wird sehr häufig eine Gas-Etagenheizung in Form einer Kombitherme gewählt, die mit Erdgas betrieben wird und zusätzlich zur Heizwärme auch die Warmwasserversorgung übernimmt. In der DDR war die Forsterheizung weit verbreitet.
Wenn die Wärmeerzeugung nur für die Heizung bereitgestellt und verbraucht wird, handelt es sich um eine Umlaufwasserheizung. Die meistens wandhängende Therme läuft nur im Wärmebedarfsfall; das ist dann der Fall, wenn der Temperaturregler der Heizung Wärme anfordert. Oft geht mit dem Heizbedarf auch die Bereitstellung von Warmwasser einher. Das geschieht zumeist mit einer Kombitherme, die im Bedarfsfall vorrangig das Warmwasser im Durchlaufprinzip liefert und dann wieder auf den Heizbetrieb umstellt. Eine weitere Variante ist ein (Gas-)Wärme-Zentrum, das ist die Kombination aus einer Therme und einem Warmwasserspeicher. Der Heizbetrieb läuft dabei im Umlaufprinzip über die Therme, die auch den Speicher auf Solltemperatur hält. Nach erfolgter Warmwasserentnahme wird der Speicher wieder von der Therme erwärmt.
Da die Warmwasserbereitstellung im Durchflussprinzip eine vielfach höhere Wärmeleistung benötigt als die Heizwasserbereitstellung, ist die Anschlussleistung (Wärmebelastung) der Kombitherme größer als die der Therme für den Umlaufbetrieb. Infolgedessen ist auch die Geräuschentwicklung der Kombitherme höher. Im leistungsschwächeren Umlaufbetrieb mit Speicher muss allerdings der Platz dafür vorhanden sein, was in einer Etage eher selten der Fall ist.
Die Geräte werden meistens in Flur, Bad oder Küche aufgehängt und bedürfen, da diese Räume klein sind, eines Verbrennungsluftverbundes. Dieser garantiert die notwendige Luftversorgung der Thermen, was durch Schlitze in den Türen zu den angrenzenden Räumen gewährleistet wird. Sind Brennwertgeräte mit Luft-Abgas-System installiert, entfällt der Verbrennungsluftverbund.

## Vorteile gegenüber der zentralen Heizanlage (z.B. Gasheizung)
- kurze Leitungswege und geringe Transportverluste
- im Mietverhältnis Abrechnung anhand des direkten Verbrauchs, der Mieter kann den Liefervertrag mit dem Gasanbieter seiner Wahl abschließen
- geringe Kosten pro Gerät
- wenig Platzbedarf durch kompakte, wandhängende Installation

## Nachteile
- im Mehrfamilienhaus für jede Wohneinheit separates Gerät notwendig
- höherer Wartungsaufwand als bei einer zentralen Anlage
- aufwendigere Einbindung regenerativer Energie